# Обыкновенный ликонус
Обыкновенный ликонус (лат. Lyconus pinnatus) — вид лучепёрых рыб из семейства Macruronidae. Распространены в умеренных морях Южного полушария. Максимальная длина тела 35 см.

## Описание
Тело вытянутое, сжато с боков, постепенно сужается от затылка к хвостовой части, которая становится нитевидной. Тело покрыто мелкой, циклоидной, легко опадающей чешуёй. Голова сжата с боков, длина головы укладывается 7,1—8 раз в длину тела. В верхнем профиле головы выражена впадина в межглазничном пространстве, затем резкое повышение к затылку. Рот большой, конечный, косой. Окончание верхней челюсти доходит до вертикали, проходящей через заднюю часть глаза. По одному ряду редко посаженных зубов на предчелюстной кости и нижней челюсти. На нижней челюсти два клыковидных зуба в передней части и за ними три более мелких зуба. На каждой стороне сошника по 1—3 зуба. На верхней половине первой жаберной дуги 3—4 жаберных тычинок, на нижней — 11—13 тонких тычинок. Форма и размеры тычинок не изменяются по мере роста рыб. В первом спинном плавнике 12—13 мягких лучей, основание плавника начинается на вертикали, проходящей через основание грудных плавников. Во втором спинном плавнике 124 мягких лучей.  В анальном плавнике 109 лучей, лучи короче таковых во втором спинном плавнике. Нет хвостового стебля; хвостовой плавник соединяется с анальным и вторым спинным плавником. В грудных плавниках 15—17 лучей. Брюшные плавники с 9—10 лучами, расположены под грудными плавниками, их лучи короче, чем в грудных плавниках. Туловищных позвонков 19—20, хвостовых — 90.

## Ареал и места обитания
Редкий вид. Периодически встречается в различных районах всех океанов в Южном полушарии. Юг Атлантического океана, Мадагаскар, юг Австралии, Новая Зеландия и т. д. Обитают на глубине от 150 до 997 м на континентальном шельфе над илистыми грунтами.